# Jacmelina
Jacmelina (en occitano, Jacqueline), fallecida en 1993, fue una cantante occitana del siglo xx que participó en la llamada Nòva Cançon occitana.

## Trayectoria
Jacmelina fue profesora de inglés en Toulouse. Las canciones que interpretó fueron escritas por algunos de los escritores occitanos más célebres como Bernat Manciet, Maurici Andrieu, Joan Pèire Baldit o Marcèu Esquieu, que cantaba acompaña por ella misma con la guitarra.

## Discografía
- Ai plegadas, 45 T, Disc’Òc, 2 títulos: Ai plegadas quate pelhas (Maurice Andrieu), Dins la plana (J.-P. Baldit), 1972.
- Cati-Mauca, 45 T, (con Rosina de Peira y Martina), Revolum.
- Te causissi, 33 T, Revolum, 1974.
- Ambe lagremas y solelh, 33 T, Revolum, 1977.[2][3]
- Cerièras de él tems, 33 T, Revolum, 1979.